# Магомедов, Тимур Арсенович
Тиму́р Арсе́нович Магоме́дов (род. 20 декабря 2001, Астрахань) — российский футболист, вратарь махачкалинского «Динамо».

## Биография
Родился в Астрахани.
Футболом начал заниматься в школе клуба «Волгарь-Газпром». 6 июля 2010 года перешёл в школу астраханской «Олимпии», однако уже 16 августа 2011 года вернулся в «Волгарь-Газпром». 25 сентября 2014 года присоединился к академии «Анжи».
28 июля 2019 года в матче Кубка России против «Алании» дебютировал за основной состав «Анжи» в профессиональном футболе. 1 августа 2019 года в матче против «Алании» дебютировал в первенстве ПФЛ.
11 июля 2022 года на правах свободного агента присоединился к махачкалинскому «Динамо». 3 июня 2023 года в матче против «Алании» дебютировал в Первой лиге.
14 июля 2023 года продлил контракт с клубом. В сезоне 2023/24 с клубом стал серебряным призёром первенства и вышел в РПЛ.
15 марта 2025 года в матче против «Крыльев Советов» дебютировал в чемпионате России.

## Статистика выступлений
| Выступление            | Выступление       | Выступление      | Лига | Лига | Кубки | Кубки | Итого | Итого |
| Клуб                   | Лига              | Сезон            | Игры | Голы | Игры  | Голы  | Игры  | Голы  |
| ---------------------- | ----------------- | ---------------- | ---- | ---- | ----- | ----- | ----- | ----- |
| Анжи                   | ПФЛ               | 2019/20          | 9    | −17  | 1     | −1    | 10    | -18   |
| Анжи                   | ПФЛ               | 2020/21          | 31   | −39  | 2     | −1    | 33    | -40   |
| Анжи                   | Второй дивизион   | 2021/22          | 31   | −35  | 1     | −2    | 32    | -37   |
| Анжи                   | Итого             | Итого            | 71   | −91  | 4     | −4    | 75    | -95   |
| Динамо (Махачкала)     | Первая лига       | 2022/23          | 1    | 0    | 0     | 0     | 1     | 0     |
| Динамо (Махачкала)     | Первая лига       | 2023/24          | 12   | −6   | 0     | 0     | 12    | -6    |
| Динамо (Махачкала)     | РПЛ               | 2024/25          | 10   | −13  | 5     | −9    | 15    | -22   |
| Динамо (Махачкала)     | РПЛ               | 2025/26          | 5    | −5   | 0     | 0     | 5     | -5    |
| Динамо (Махачкала)     | Итого             | Итого            | 28   | −24  | 5     | −9    | 33    | -33   |
| → Динамо-2 (Махачкала) | Вторая лига («Б») | 2023             | 10   | −10  | —     | —     | 10    | -10   |
| → Динамо-2 (Махачкала) | Итого             | Итого            | 10   | −10  | —     | —     | 10    | -10   |
| Всего за карьеру       | Всего за карьеру  | Всего за карьеру | 109  | −125 | 9     | −13   | 118   | -138  |

## Достижения
«Динамо» (Махачкала)
- Серебряный призёр Первой лиги: 2023/24